# Nicolás Cuéllar
Jesús Nicolás Cuéllar Hernández (10 de septiembre de 1927 – 17 de mayo de 2010) fue un pintor surrealista mexicano, creador de un estilo pictórico original dentro de su complejidad creativa. En su obra se entremezclan sus raíces mexicanas y costumbristas, con diversas influencias provenientes de la Europa medieval y renacentista y de la pintura moderna que -en su evolución como artista- desemboca en una propuesta estética inédita donde se descubre un surrealismo propio y un expresionismo lleno de fuerza fácilmente identificable, que lleva al conocedor de arte a exclamar ante alguna de sus obras "Es un Cuéllar". Su trabajo ha contado con el reconocimiento de la comunidad artística de su ciudad natal San Miguel de Allende y de expertos  nacionales y extranjeros.  Algunas de sus primeras obras fueron apreciadas por Diego Rivera, quién declaró que el artista sería un "monstruo de la pintura". Aun cuando estudió y exhibió en el extranjero y sus trabajos pueden ser encontrados en colecciones privadas de diversas partes del mundo, Cuéllar realizó la mayor parte de su carrera en su estudio en San Miguel de Allende.

## Vida

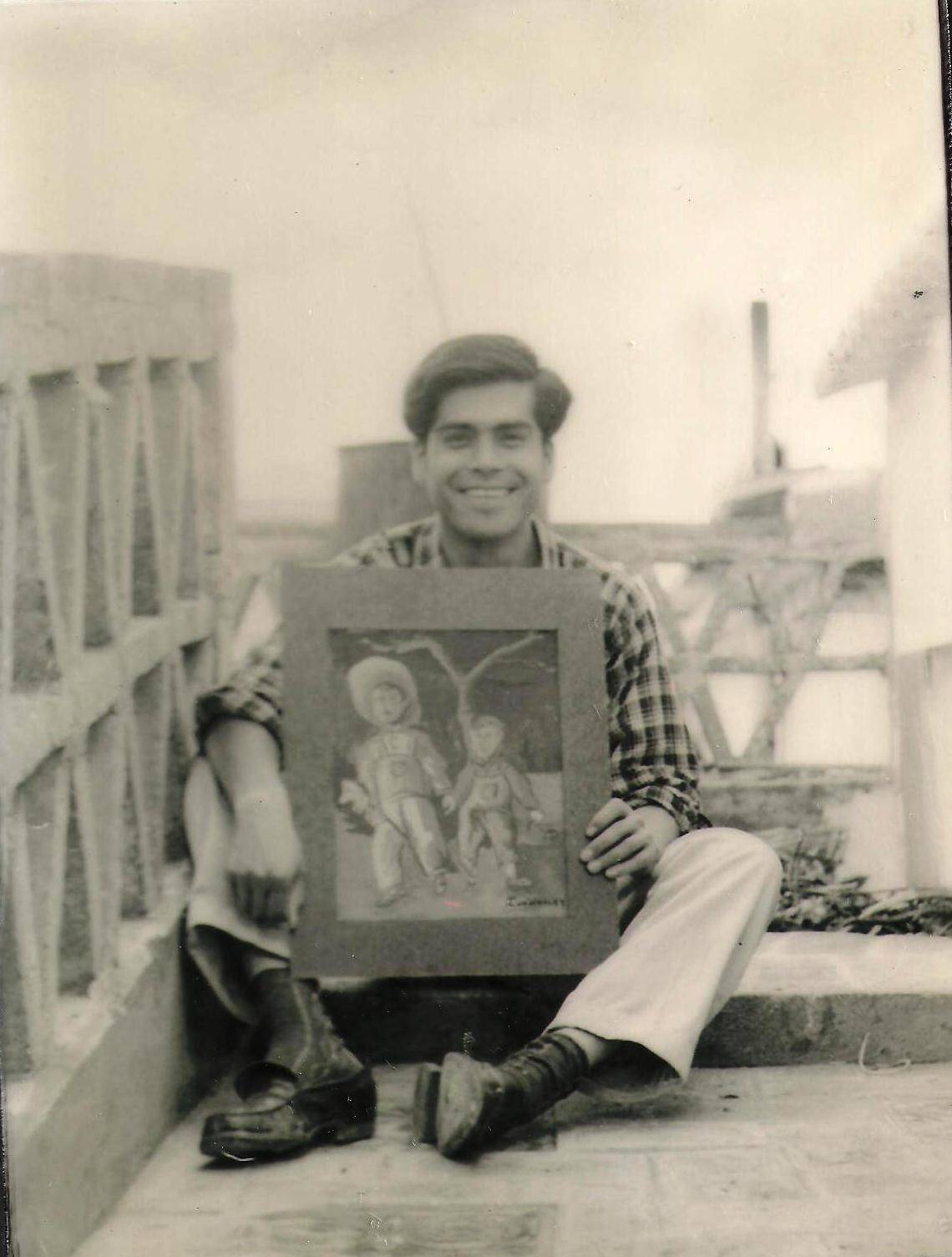
El joven artista en la terraza de su casa en San Miguel de Allende

Nicolás Cuéllar -como también se le conoce- fue un artista amante de lo mexicano y de los movimientos pictóricos de su tiempo. Nació y vivió la mayor parte de su vida en la misma casa en el centro de San Miguel Allende  (2.ª. Calle de Jesús # 42)., y es de los pocos artistas nativos de la ciudad. Inició su carrera desde niño de manera autodidacta, pintando imágenes de santos, debido a que su mamá era una católica practicante y porque las monjas de su escuela lo impulsaron a esa tarea, al darse cuenta de que el niño tenía una especial habilidad con el pincel al pintar al óleo. Hizo algunas esculturas en cantera.
Sus padres fueron Nicolás Cuéllar Vázquez que inicialmente trabajó en una fábrica de telas y luego se dedicó a la venta de huertas de su familia, su madre Eleuteria Hernández Pérez era ama de casa. Tuvo tres hermanos, todos mayores que él con gran diferencia de edades, situación que le hizo crecer muy solo y metido en su mundo infantil; este hecho favoreció su ingenio infantil e imaginación creadora que le hicieron desarrollar una gran precocidad que con los días lo convirtieron en un niño fuera de serie. Para Jesús Nicolás los días de su infancia fueron mágicos, no exentos de dolor. El artista lo recuerda así "Crecí al lado de mi madre y hermanos: dos hermanos (Antonio y Federico) y una hermana ("Luz ¡mi adorada hermana! que tanto me quiso" (Autobiografía). Con su padre existía una gran complicidad y un inmenso amor y siempre recordaba la frase que su padre le dirigía al llegar a casa: "Encuéntrame en el tiempo y dame tu pensamiento" (Autobiografía), regalándole una golosina o una moneda. Es por esto que ante la prematura muerte de su padre -Jesús Nicolás tenía solo 10 años de edad- sintió mucho su partida, inmortalizando ese acontecimiento en una pintura llena de dramatismo donde se ve al niño ante un ataúd y a la que llamó "Mi padre" (1996).
Era muy creativo y talentoso y entre sus juegos preparaba sesiones de cine para sus  amigos, como los muestran dos de sus pinturas emblemáticas: "Los juegos de Nicolás" (1977), y "Niños jugando alrededor del templo" (1977), ambas de claro carácter autobiográfico.
Sus hermanos mayores lo llamaban "ingeniero", por su habilidad en la construcción de artefactos y reparación de máquinas, que también plasma -años después- en diversos lienzos como "Metamorfosis urbana" (1990), y "Maquinaria" (1978), 
Se enamoró muy joven y se casó a los 21 años con la que sería su primera musa y esposa hasta el final de su vida, María Socorro González (a la que llamaba "Coco"), una inteligente joven de gran belleza mexicana originaria de Dolores Hidalgo, población vecina a San Miguel Allende, con la que procreó seis hijos y de los que siempre se sintió muy orgulloso. De recién casado se mudó a la Ciudad de México con su familia y -de manera formal- comenzó a estudiar pintura en la Academia de San Carlos en 1954, pero al año siguiente, regresó a su ciudad natal donde continuó sus estudios en el Instituto Allende de 1955 a 1957, donde tuvo como maestros a James Pinto y Jack Baldwin de quienes siempre conservó los mejores recuerdos. James Pinto -discípulo de Siqueiros- le enseñó muralismo. El joven pintor admiraba a Diego Rivera y quería imbuirse en la Escuela Mexicana de Pintura y ser creativo. Por todo esto el Instituto Allende, se adecuó mejor a su interés y disposición y lo consideró como una Escuela de Arte que contribuyó en gran manera al cultivo de lo que había descubierto era su vida: la pintura. Otro factor relevante fue que empezaba a ser reconocido como un alumno  brillante "con un trazo muy fino y creativo", según declaración del James Pinto. Otro maestro y asesor suyo  fue Rufino Tamayo, en una de las ocasiones que visitó el Instituto.  De esta época destacan litografías como "Niños con estrellas", "El penitente", "Charamusquera".  En 1962, recibió una beca para estudiar en el Brooklyn Museum Art School de Nueva York, donde su estancia fue muy fructífera. Allí entró en contacto con los grandes maestros de la pintura renacentista, moderna y contemporánea como  Rembrandt, De Chirico, El Bosco, Brugel, Cézanne, Gauguin, Lautrec, Modigliani, Alexander Laktionov, Pablo Picasso, entre otros. Algunos de ellos le causaron una honda impresión e influencia. Conoció, diversas vanguardias artísticas de esa época como el surrealismo, cubismo, expresionismo abstracto. Nicolás Cuéllar concluyó sus estudios en 1963, y regresó a su país motivado por un hecho histórico negativo que fue el asesinato del Presidente Kennedy, que mucho le impactó y cayó enfermo; deseaba regresar a México el país que le parecía sin violencia y vestido de color y de sol. Desde entonces, el amor a su patria y su pacifismo se reafirmaron.
Regresa a México en 1964 buscando el colorido e inspiración de su patria tratando de recuperarse de su estado enfermo y depresivo causado por el mal tiempo de Nueva York y los hechos violentos del magnicidio de Kennedy y la Guerra Fría entre Estados Unidos y la entonces Unión Soviética que estaba en uno de sus momentos álgidos a pesar del fracaso de la Bahía de Cochinos en 1961. El peligro de otra  guerra mundial, le  pareció siempre aberrante y lo denunció en su serie pictórica "La guerra y la paz", con pinturas tan relevantes como "El imperio de mil caras" (1972), "Construyendo destinos" (1982), o "Imperio del mal" (1978). En contrapartida, su  amor por la paz puede apreciarse en su fascinante obra "La cultura y la paz" (1997).
Quienes lo conocieron personalmente lo recuerdan elegante, distinguido, prefiriendo la ropa de color claro y siempre usando un sombrero, que empezó a utilizar desde muy joven, en la década de 1940, donde al quitárselo se descubría su abundante cabellera. Todos los días el pintor dejaba su casa en San Miguel de Allende para pasar el tiempo en una banca del jardín principal de la ciudad y frente a la Parroquia de San Miguel Arcángel, ícono no solo de la ciudad sino de su propia obra, donde pinta, dibuja, proyecta bajo variadas modalidades y estilos la Parroquia. Esto lo hacía después de pintar por varias horas en su estudio por la mañana.  Su trabajo pictórico fue muy intenso y fructífero. Nicolás Cuéllar desarrolló la mayor parte de su carrera en San Miguel de Allende, ciudad a la que siempre amó, siendo muy respetado por la comunidad artística como un maestro. En su casa recibió a cientos de amigos, artistas, y turistas de diversas partes del mundo interesados en su arte. De muchos de ellos fue maestro. La casa tenía una galería y un estudio donde exhibía parte de su obra caracterizada por el surrealismo mágico de su creación y la influencia mexicanista y llena de folklore de su primera época, donde una vieja máquina de coser Singer propiedad de su madre y cubierta con una manta pintada a mano, le servía como escritorio en la recepción.
Nicolás Cuéllar murió en 2010, en la ciudad que le vio nacer, acompañado por el amor de su familia: su esposa María Socorro ("Coco", así siempre le llamó) y sus hijos, de quienes se sentía muy orgulloso. Sus restos reposan en la cripta familiar en la Basílica de Guadalupe en la Ciudad de México.

## Carrera

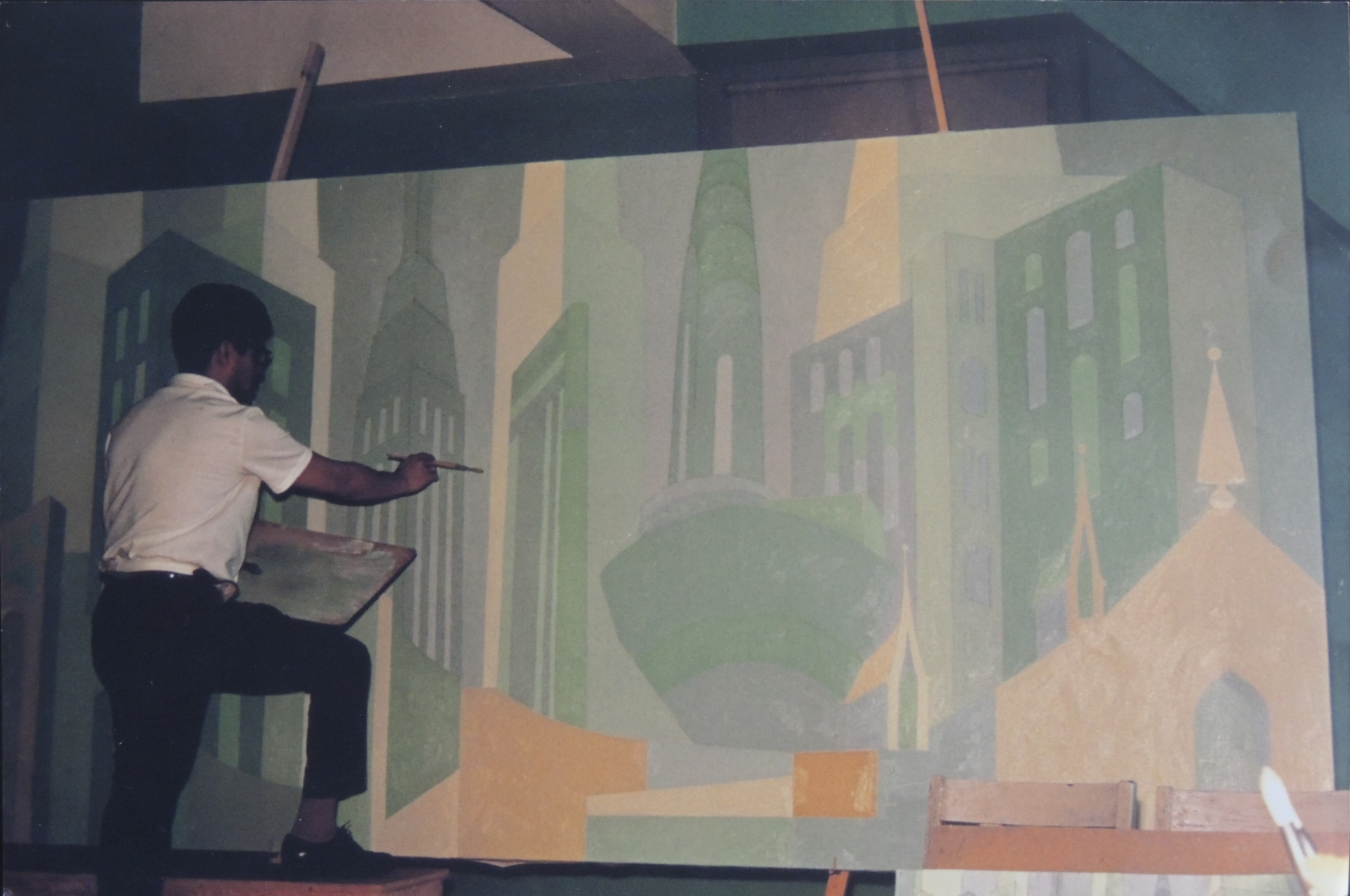
Pinta el mural en el Hospital Metodista de Brooklyn

Al principio de su carrera, Nicolás Cuéllar trabajó pintando arduamente y haciendo joyería (común para los artistas de San Miguel de Allende), decoró cerámicas e hizo esculturas, tejidos y muebles. En 1956, Diego Rivera vio algunas de las pinturas y litografías del entonces joven artista, augurándole que  iba a  ser un "monstruo de la pintura", expresión que dejó en Nicolás Cuéllar una marca profunda al sentirse ungido por Rivera al más alto nivel.
Su primera exposición fue en 1955 en el Instituto Allende. Estas fueron seguidas por otras exposiciones locales en Guanajuato (1956), El Patio (1957) y en el Zaguán Gallery (1958) en San Miguel de Allende.
En 1961, algunas de sus exposiciones fueron en el Centro de Arte L’Ely See, El Greco Gallery, la Universidad de Montreal y la Librería Francesa en Montreal, continuada por exhibiciones individuales en el Rotary Club en San Miguel de Allende y en Querétaro. En 1963 expuso en el Museo Brooklyn de Arte y Ciencias de Nueva York y en 1965 en la Gallery Mardi Gras en la Ciudad de México.
En la década de 1980 expuso en la Iglesia Episcopal de San Pablo en San Miguel de Allende (1981), el Instituto Allende (1981), la Casa de la Cultura en Monterrey (1985), La librería de San Miguel en San Miguel de Allende (1985), la Casa de la Cultura de Celaya, la Casa Fargo y el Museo Casa de Allende en San Miguel de Allende (1987) y  la Galería en San Miguel de Allende (1988).
En la década de 1990 expuso en diversas Casas de Cultura y Galerías, entre ellas,  en Office Pack, Open House y el Instituto Allende en San Miguel de Allende (1991), la Galería Eugenia en San Miguel de Allende (1992), el Museo Diego Rivera en Guanajuato (1993), el Museo Casa de Allende y Rotary Club  en San Miguel de Allende (1995), la Universidad del Valle en San Miguel de Allende (1996), y la Galería Sacred Stone en Santa Fe (Nuevo México).
En la década de los 2000, expuso en el Instituto Allende, la Casa de la Cultura en Monterrey (2002,2004 y 2009), la Galería A y CR en Monterrey (2008) y en "Santa Fe Galleries" en Nuevo México (2008). De modo permanente en Cuéllar Gallery de San Miguel Allende, que ocupaba la parte delantera de su casa y donde le visitaban artistas, amigos y muchas personas de diversas partes del mundo  interesadas en su producción estética. 
Cuéllar  fue muralista en menor medida. Sus primeros murales los hizo cuando estudiaba en la Brooklyn School of Art en Nueva York. Allí fue comisionado para que hiciera dos murales  en el  Brooklyn Methodist Hospital en 1962/1963 con temas propios del sector salud y del cosmopolitismo neoyorkino; otro más llamado "El regreso de Quetzalcoatl" que se encuentra en la Escuela Primaria Hermanos Aldama de San Miguel de Allende, creado en 1971 y restaurado en el año 2000 `por el artista.
Cuéllar enseñó dibujo y pintura en el Instituto Allende, y de manera permanente a niños en la Biblioteca Pública de San Miguel Allende al inicio de su carrera pictórica porque -afirmaba-  había que impulsar el talento artístico de los niños como hicieron con él en su infancia; tiempo después dejó de trabajar con esas instituciones, para trabajar con estudiantes privados -nacionales y extranjeros- en su propia casa.
Sus pinturas y dibujos pueden ser encontradas en colecciones privadas de México, Estados Unidos, Inglaterra, Francia, Canadá, Alemania, Australia, Centroamérica y Sudamérica. Gran parte de su obra ha sido ya catalogada  por sus herederos, entre óleos, acuarelas, acrílicos, dibujos, y esculturas, todos ellos de gran riqueza artística por su estilo original, finura de sus trazos, maestría en el uso de los colores y creatividad estética., pero aún no se concluye esa tarea, por el detalle y conocimiento que implica sumergirse en el mundo mágico, psicológico y altamente conceptual tejido de sueños, de la obra de Nicolás Cuéllar. Se trata de un pintor original, que -como han dicho críticos y apreciadores de arte- "su obra es extraordinariamente imaginativa, fantasiosa, siempre metido en su pintura, ....donde es él mismo, no ha copiado a nadie....es extraordinariamente auténtico".
En 2012, la ciudad de San Miguel Allende le rindió tributo en el Teatro Angela Peralta con una magna exposición de algunas de sus obras representativas y le llamó "El pintor de San Miguel de Allende ¡para el mundo!".
En 2014, el galerista neoyorkino Skot Foreman le nombró "Tejedor de sueños" y organizó otra exposición-homenaje presentando algunas obras icónicas surrealistas del artista como  "El gran chamán" (1977), "Moshe" (1980), "El club de la llave" (1981), "Erotismo o caballo de luz" (1995), "Quis ut Deus o el poder del mundo"(2005), "Esperando la llegada" (1980).
En 2016 La Casa de Europa en México hizo otro tanto con la Exposición "Narrador de historias", donde exhibió algunas piezas maestras de colecciones particulares y una muestra de su Serie Cosmogonía  entre los que encontramos "Poema del hombre que se casó con la muerte (1966), "Serenata nupcial" (1966), "Fiesta en San Miguel" (1966); de su Serie Raza Cósmica" incluyó "Los fantasmas de Frida" (1976) y "Esquizofrenia" (1974) y algunas obras surrealistas de segunda y tercera etapa como "La balanza de la vida" (1991), "Mi adiós" (2009).

## Arte
Cuéllar es conocido por sus trabajos surrealistas y mágicos, con una mezcla de elementos prehispánicos, fantasiosos y bíblicos, dibujando el folklore mexicano y el misticismo de la Europa medieval, pero también tiene temas abstractos. Su trabajo ha sido comparado con Bosch, y declaró que sus influencias incluían a De Chirico, El Bosco, Brugel, William Lake, Picasso y Diego Rivera., además de pintores del finales del siglo XIX como Monet, Renoir, Manet y Degas, y la pintura vanguardista del siglo XX como Lautrec, Modigliani y Laktionov. Otra de sus inspiraciones fue la imponente Iglesia gótica de su ciudad natal, "la Parroquia" de San Miguel Arcángel, cuya imagen se convirtió en su propio ícono como artista, al pintarla en muchas de sus obras y de muy distintas maneras al grado de identificarse, prácticamente, con su propia firma. Después de regresar a México en la década de 1960 tras su estancia en el Brooklyn Museum Art School de Nueva York, empezó a experimentar diversas técnicas y estilos, creando mundos maravillosos de tipo mexicanista pero también comenzó a pintar temas medievales en tonos oscuros, brujas, prostitutas, magos, astrónomos, clérigos con figuras peculiares y fantásticas, tales como hombres y mujeres con múltiples cabezas, que proyectaban claramente su surrealismo expresionista y mágico, como así mismo calificó su propia obra. Muchas de sus pinturas y dibujos contenían imágenes de casas y montañas, y montañas que se veían como ciudades. En sus obras frecuentemente tomaba el rol de mago, evocando un mundo fantástico, mágico y a veces de miedo. Él escribió en su Autobiografía que quería ser "un arlequín y un Duende, un mago y un artista, un peón de ajedrez y un rey" en la pintura.